# PeoPo公民新聞
PeoPo公民新聞是台灣公共電視文化事業基金會於2007年4月30日成立的公民新聞平台，為台灣第一個公民自主影音新聞平台，開台時口號為「你的小故事，我的大新聞」。相類似的著名平台機制有南韓的OhmyNews及美國有線電視新聞網的CNN iReport等。

## 定位
「PeoPo」是英文「people post」的縮寫，強調每個人都有發聲權利，落實公民近用（公眾利用）媒體權；也取台語「撇步」（絕招）的諧音，希望公民、閱聽大眾能夠分享自己的專業領域與知識，強化草根媒體。PeoPo自我定位為一個跨越網路與電視的平台。
2016年6月9日，針對PeoPo公民記者洪素珠（筆名「素素」）辱罵外省老兵事件，PeoPo召集人余至理說，PeoPo類似facebook或YouTube，任何人申請帳號都可以在PeoPo發布報導，台灣公視與公民記者之間沒有從屬關係，公民記者上傳內容必須自負責任；而且台灣公視要求PeoPo公民記者不能自印名片，PeoPo也沒有發給公民記者名片。2016年6月10日，台灣公視發布新聞稿表示，為維護PeoPo的公正性與榮譽，PeoPo實施實名制，公民記者必須同意遵守《公民新聞平台使用規範》與《公民記者自律公約》；PeoPo不會對公民記者報導內容做事前審查，但會密切關注各報導的內容是否違反上列規範與公約；公民記者有權檢舉違規報導，PeoPo有權刪除違規報導。

## 組織
架構
自2006年12月台灣公視啟動《公民新聞影音平台計畫》，藉由300多場公民新聞工作坊教育訓練，PeoPo目前有8,700位各地的公民記者、590個NGO/NPO/EDU組織、至少30名臺灣原住民部落公民記者。另每週邀請學者專家、資深新聞工作者出任「客座總編輯（页面存档备份，存于）」，深入探討公民新聞的議題和採訪內容。
PeoPo主要架構分為台灣北、中、南、東四大區，在台灣十所大學傳播科系設置公民新聞校園採訪中心，設置天然災害報道專區、台灣原住民報道專區；累積報道則數超過2萬篇，包括近8千則原創影音新聞。2015年5月27日宣布公民新聞則數正式突破10萬則。
官方新聞通路
無線電視包括公共電視台、原住民族電視台；網路新媒體、PeoPo Webcast、iTunes Podcasting。2009年4月27日，選輯PeoPo新聞影片而成的公民新聞節目《PeoPo公民新聞報》在公視主頻與公視2台開播。

## 關注議題
PeoPo新聞平台主題較主流媒體更多元，包括社會關懷、生態環保、文化古蹟、社區改造、教育學習、生活休閒、農業、媒體觀察、運動科技、政治經濟。PeoPo期望促進公民參與、近用媒體，因此「2008年總統大選電視辯論會公民提問」即以PeoPo為平台，由公民進入候選人電視辯論會直接詢答，並以快速投入2009年莫拉克風災各地災情採訪報導受關注。
不過，學者管中祥指出，PeoPo試圖透過網際網路實踐公民的傳播權利，除了提供影音平台，也舉辦百場以上工作坊培養公民的新聞生產技能，PeoPo公民記者所報導新聞相較於主流媒體更為多元；但由於公民記者較關注社區、週身事件，因此仍然遭批評「公共性不足」。

## 官方活動
PeoPo公民新聞獎
自2007年起，PeoPo與卓越新聞獎基金會合作設置「PeoPo公民新聞獎（页面存档备份，存于）」。
PeoPo公民新聞論壇

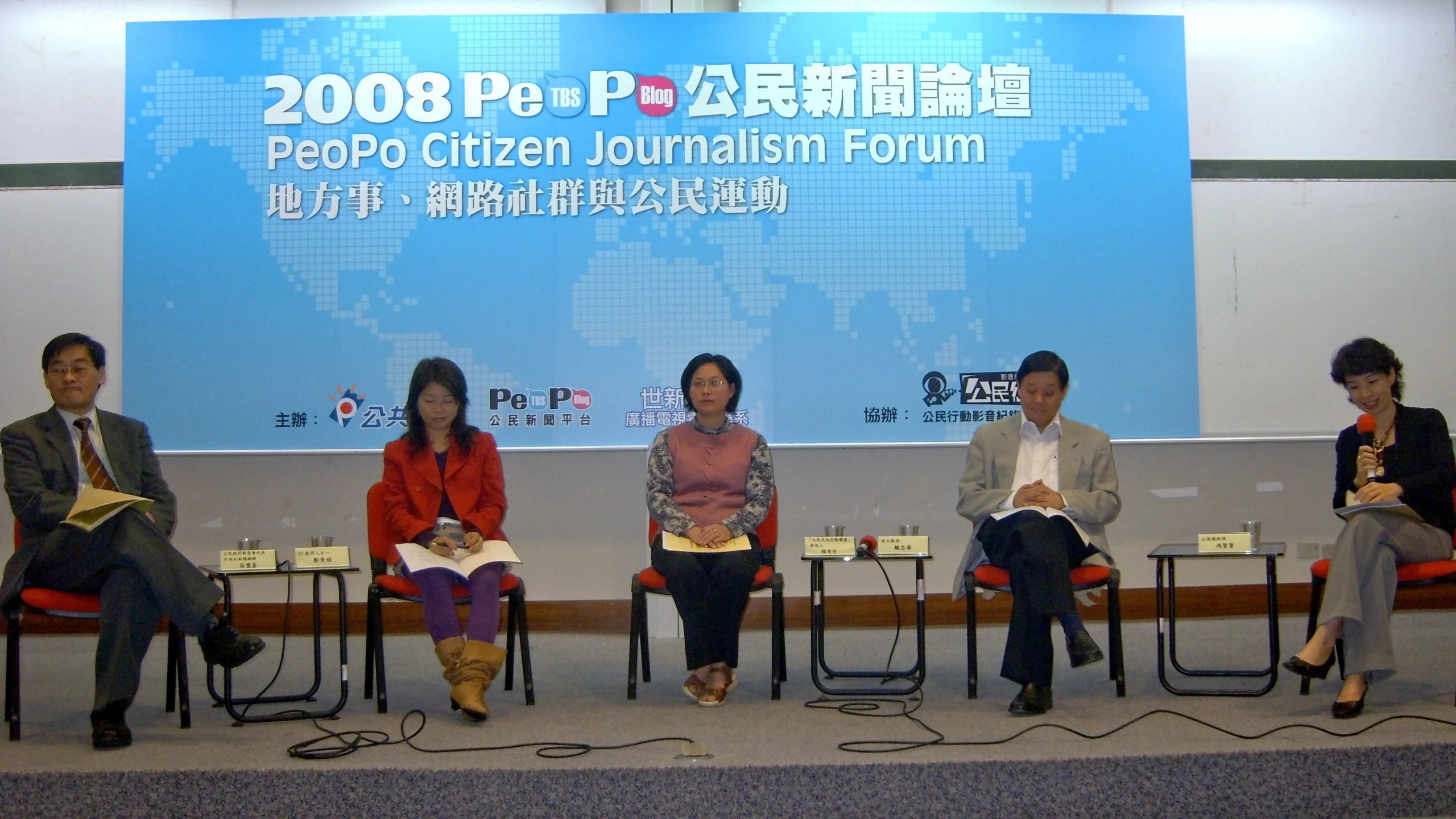
2008PeoPo公民新聞論壇一景，背景看板可見PeoPo第一代標誌。

2008年4月26日，PeoPo、台灣公視與世新大學廣播電視電影學系舉辦「2008PeoPo公民新聞論壇」。2010年5月27日，PeoPo、台灣公視與國立政治大學傳播學院舉辦「2010PeoPo公民新聞論壇」。
公民地方聚會
踹拍活動-每年舉辦，提供地方公民記者實體聚會的機會，同時也可以認識地方議題，藉由拍攝影音報導，作技術上的交流，自2009年開始至今，每年舉辦6場。

## 國際媒體交流
PeoPo是台灣「公共媒體」投入發展公民新聞的新媒體應用，國際上相關發展案例較為罕見。因此，台灣公視常受邀交流研討公民新聞經驗，例如大英國協電視年會（CBA）、世界公視年會（PBI）、聯合國教科文組織、日本放送協會（NHK）、國際廣播電視組織（IIC）等。2008年，PeoPo入圍「NHK日本賞」，榮獲台灣「網際營活獎」首獎。
經營成效及對公民社會的良性影響，受到包括日本NHK和法國《普羅旺斯年報》、英國BBC、《衛報》等國際主流媒體關注，並於2010年受邀加入蘋果公司Apple Podcasting全球下載收看服務。
2009年12月17日，前英國廣播公司（BBC）新聞總監Philip Harding參訪台灣公視、PeoPo新聞平台，參訪後於英國《衛報》發表專文介紹並期許PeoPo成為公民新聞的發展典範。
合辦公民新聞國際論壇
2007年8月2日，PeoPo於台灣與中央研究院資訊科學研究所合辦「2007WIKI國際年會-公民新聞國際論壇」，是第三屆維基媒體國際會議（Wikimania）的非會議議程。

## 中國大陸封鎖
依據GreatFire測試，其網站在中國大陸被當局的網墻封鎖，即當地網民無法正常訪問該網站，2021年8月或更早起遭受封鎖至今。

## 外部連結
- PeoPo公民新聞（页面存档备份，存于）（中文）（英文）
- PeoPo公民新聞的Facebook專頁
- PeoPo每週英文新聞（页面存档备份，存于）（英文）
- PeoPo公民記者自律公約（页面存档备份，存于）（英文）